# Oleg Veretennikov
Oleg Aleksandrovich Veretennikov - em russo, Олег Александрович Веретенников (Revda, 5 de janeiro de 1970) é um futebolista e treinador de futebol russo que atuava como meia-atacante.

## Carreira
Sua melhor fase na carreira, iniciada em 1986 no Uralmash (atual Ural Yekaterinburg), foi no Rotor Volgogrado, onde teve duas passagens (1992-1999 e 2005-2007), sendo um dos jogadores que mais defenderam o clube, com 313 partidas, e o maior artilheiro (170 gols). Além de Uralmash e Rotor, o meia-atacante defendeu Uralets Nizhny Tagil (não chegou a jogar), Metallurg Sverdlovsk, CSKA Moscou, SKA Rostov-on-Don, Sokol Saratov, Lisma-Mordovia Saransk, Uralan Elista e Volgograd, seu último clube como jogador profissional, em 2009. Fora da Rússia, jogou por Aris (Grécia), Lierse (Bélgica), Astana e Irtysh Pavlodar (ambos do Cazaquistão).
Veretennikov, que foi 3 vezes o artilheiro do Campeonato Russo (1995, 1997 e 1998), continuou atuando em campeonatos amadores, por Traktor Volgogrado e VGAFK, em paralelo com seus trabalhos fora dos gramados, onde trabalha como técnico do Rotor-2. Ele também foi auxiliar-técnico da equipe principal do Rotor em 2 passagens, treinando ainda Luch-Energiya, Rotor TsPDYUK, Orenburg e Tobol Kostanay.
Em 677 partidas oficiais, foram 262 gols - destes, 143 pelo Campeonato Russo (maior artilheiro na história do torneio).

## Seleção
Embora fosse artilheiro no Rotor, Veretennikov disputou apenas 4 jogos pela Seleção Russa, em 1996. Sua estreia foi em agosto do mesmo ano, em um amistoso contra o Brasil, jogando também contra Iugoslávia, Suíça e Bulgária.

## Links
- Perfil no site do Rotor Volgogrado (em russo)